# Annales (Tacitus)

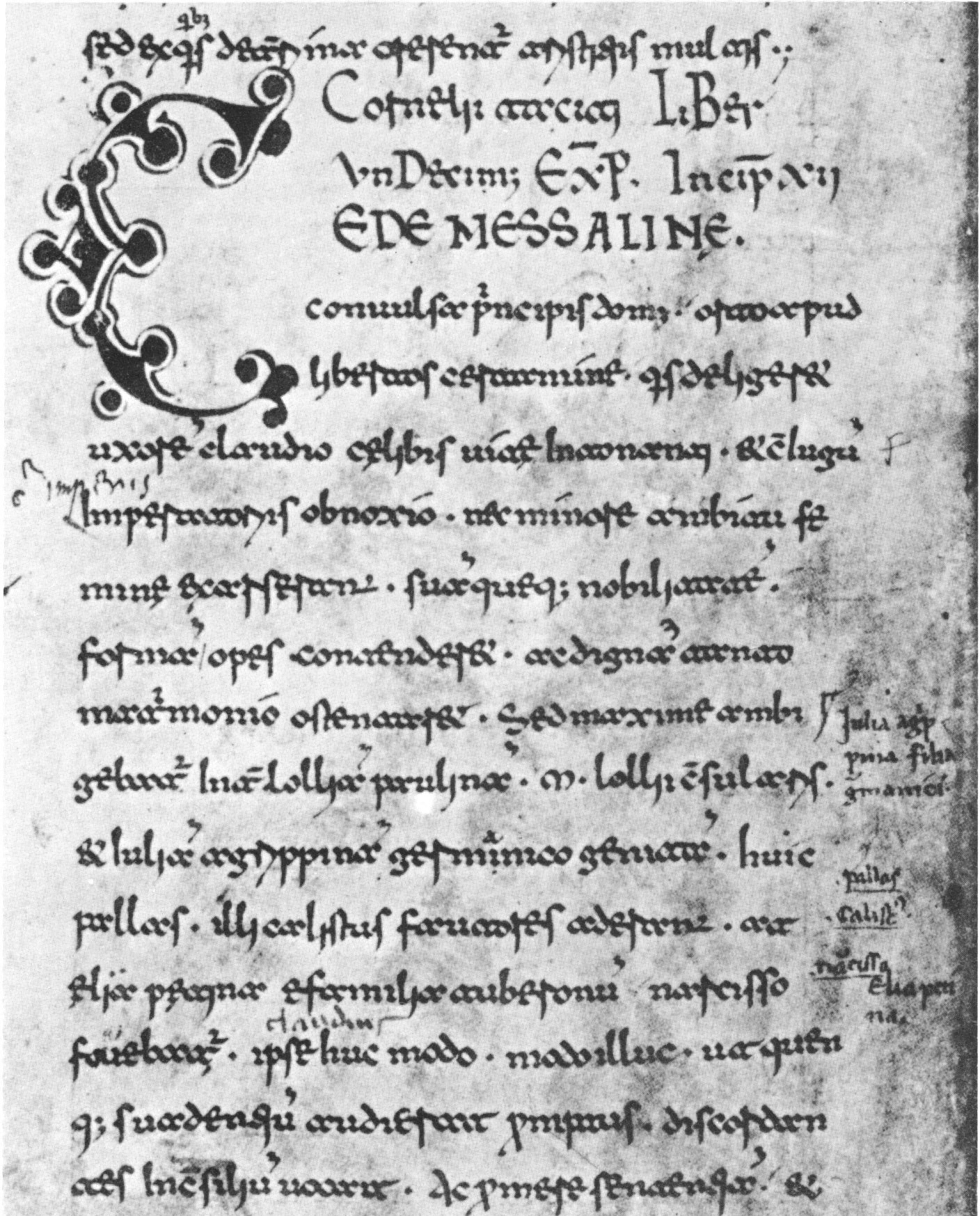
Tacitus, Annales (Ende des 11. und Anfang des 12. Buches) in der Handschrift Florenz, Biblioteca Medicea Laurenziana, Plut. 68,2, fol. 6v (2. Hälfte des 11. Jahrhunderts)

Erstausgabe der Bücher 11–16 durch Wendelinus de Spira, Venedig 1472

Die Annales („Annalen“) sind nach den Historien das zweite große Geschichtswerk des römischen Historikers Tacitus. Der ursprüngliche, handschriftlich überlieferte Titel des Werks aus dem 2. Jahrhundert n. Chr. lautet Ab excessu divi Augusti („Seit dem Tod des göttlichen Augustus“).

## Überlieferung
Im 9. Jahrhundert wurden die ersten sechs Bücher der Annales im Kloster Fulda kopiert. Eine Abschrift gelangte als Urhandschrift ins Kloster Corvey bei Höxter, wo sie 1508 von einem weltlichen Gelehrten wiederentdeckt und später im Auftrag italienischer Humanisten gestohlen wurde. Papst Leo X. gelangte in den Besitz der Abschrift und veranlasste die Veröffentlichung. Sie befindet sich heute in der Biblioteca Medicea Laurenziana in Florenz und wird unter der Sigle Codex Mediceus I = Codex Laurentianus Plut. 68,1 geführt. Die Bücher 11–16 sind in einer Handschrift aus der Abtei Montecassino aus dem 11. Jahrhundert als Urhandschrift überliefert, die vermutlich ebenfalls aus Deutschland stammte und sich heute in der Laurenziana befindet und die Sigle Codex Mediceus II = Codex Laurentianus Plut. 68,2 trägt; diese Handschrift ist gleichfalls die Urhandschrift für die „Historien“ des Tacitus.

## Darstellung
Das Werk bestand aus 16 (möglicherweise auch 18) Büchern. Es behandelte die Zeit vom Tod des Augustus und dem Regierungsantritt des Tiberius bis (wahrscheinlich) zum Tod Neros. Vollständig erhalten sind die Bücher 1 bis 4 sowie 11 bis zum Beginn von Buch 16, wobei der Anfang des 11. und der Schluss des 16. Buchs fehlt. Teilweise erhalten sind die Bücher 5 (sehr fragmentarisch) und 6. Die Lücken im Werk umfassen die Jahre 29–31, 37–47 sowie 66–68 n. Chr.
Die Annales wurden zwischen 110 und 120 n. Chr. veröffentlicht und sollten die Zeit vor dem in den Historien behandelten Zeitraum abdecken. Sie sind das letzte und reifste Werk des Tacitus (Manfred Fuhrmann), stilistisch wohl unübertroffen. Das Werk ist der Höhepunkt der römischen Annalistik und der senatorischen Geschichtsschreibung. In späterer Zeit gewann allerdings die biographische Darstellung, die mit Sueton wirkungsmächtig in der römischen Geschichtsschreibung einsetzte, die Oberhand. Erst Ammianus Marcellinus knüpfte wieder an Tacitus an.

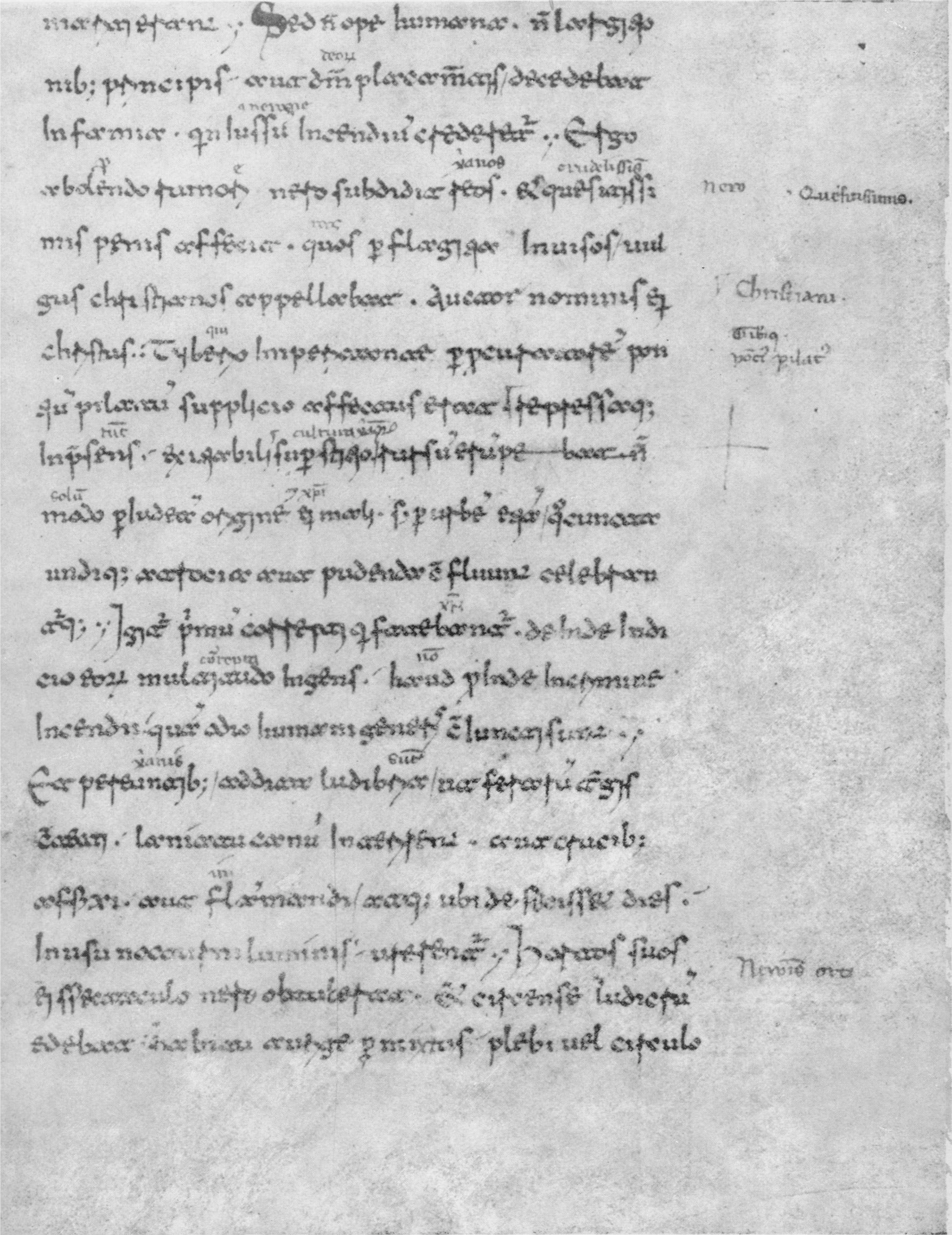
Tacitus, Annales 15,44 (Ausführungen über die Christenverfolgung Neros) in der Handschrift Florenz, Biblioteca Medicea Laurenziana, Plut. 68,2, fol. 38r (2. Hälfte des 11. Jahrhunderts)

Auch wenn Tacitus in seinem Werk nach eigenen Worten eine objektive Beschreibung ohne Parteilichkeit anstrebt („sine ira et studio“, 1,1,3), so ist er dennoch teilweise sehr parteiisch, besonders was die Regierungszeit des Tiberius betrifft. Die moderne Forschung hat das in den Annales vermittelte Bild eines düsteren Tyrannen in weiten Teilen korrigiert. Tacitus hing offenbar immer noch dem alten Ideal einer res publica libera an und kritisierte das Kaisertum ganz generell. Seine Bewunderung galt dem alten republikanischen Rom, wenngleich er sich nicht der Illusion hingab, dass die Republik wiederherzustellen sei, zumal das Prinzipat auch dem Chaos der Bürgerkriege ein Ende bereitet hatte, was Tacitus sehr wohl anerkannte. Generell ist das Geschichtsbild dennoch von einem recht starken Pessimismus geprägt, wobei er den Sittenverfall seiner Zeit und den Verlust der Freiheit beklagt, die in der Republik freilich ebenfalls nur einer Minderheit vergönnt gewesen war.
Die Darstellung in den Annales wechselt immer wieder zwischen der Lage in Rom und am Hof sowie der Darstellung der Außenpolitik, besonders der Feldzüge gegen die Germanen unter Germanicus (Germanicus-Feldzüge 14 bis 16 n. Chr.) und die Politik gegenüber dem Partherreich. Die Quellenlage hierzu ist schwer einzuschätzen, da Tacitus nur  selten über seine Quellen Auskunft gibt. Er benutzte aber offenbar mehrere (heute verlorene) Quellen, darunter Archivmaterial, die verlorenen Historien des älteren Plinius sowie dessen ebenfalls nicht erhaltenes Werk über die Germanenkriege in 20 Büchern. Daneben wurden unter anderem die Erinnerungen der Agrippina sowie vermutlich die Geschichtswerke des Fabius Rusticus und des Cluvius Rufus genutzt. In Frage kommen auch die Historien des Aufidius Bassus und das Werk des Servilius Nonianus.

## Ausgaben, Übersetzungen und Kommentare
Einsprachig lateinische Ausgaben
- Charles Dennis Fisher: Cornelii Taciti Annalium ab excessu divi Augusti libri (Scriptorum classicorum bibliotheca Oxoniensis). Clarendon Press, Oxford 1906. Nachdruck, Oxford 1951.
- Erich Koestermann (Hrsg.): P. Cornelii Taciti libri qui supersunt. Tomus 1, Fasciculus 1: Libri ab excessu Divi Augusti I–VI. Teubner, Leipzig 1934. Neubearbeitung, Leipzig 1960. Zweite Auflage, Leipzig 1965 (maßgebliche Textedition).
- Erich Koestermann (Hrsg.): P. Cornelii Taciti libri qui supersunt. Tomus 1, Fasciculus 2: Libri ab excessu Divi Augusti XI–XVI. Teubner, Leipzig 1936. Neubearbeitung, Leipzig 1960. Zweite Auflage, Leipzig 1965 (maßgebliche Textedition).
- Henricus Heubner (Hrsg.): P. Corneli Taciti libri qui supersunt. Tomus I: Ab excessu divi Augusti. Teubner, Stuttgart 1983, ISBN 3-519-01833-0. Korrigierte Ausgabe, Stuttgart 1994, ISBN 3-519-11833-5.
- Kenneth Wellesley (Hrsg.): Cornelii Taciti libri qui supersunt. Tomus I: Ab excessu Divi Augusti (Annales). Pars 2: Ab excessu divi Augusti libri XI–XVI (Bibliotheca Teubneriana). B. G. Teubner, Leipzig 1986, ISBN 3-322-00270-5.
- Stephanus Borzsák (Hrsg.): Cornelii Taciti libri qui supersunt. Tomus I: Ab excessu Divi Augusti (Annales). Pars 1: Ab excessu divi Augusti libri I–VI (Bibliotheca Teubneriana). B. G. Teubner, Leipzig 1992, ISBN 3-8154-1835-6.

Übersetzungen, teils mit Kommentar
- Ludwig Maenner (Übers.): Cornelius Tacitus, Tiberius. Annales ab excessu Divi Augusti/Roms Geschichte seit Augustus Tod. Erster Teil: I.–III. Buch. Lateinisch und Deutsch. München 1923.
- August Horneffer (Übers.): Annalen. Mit einer Einleitung von Joseph Vogt und Anmerkungen von Werner Schur. Stuttgart 1957.
- Walther Sontheimer (Hrsg.): Tacitus, Annalen I–VI. Lateinisch/Deutsch. Reclam, Stuttgart 1964.
- Walther Sontheimer (Hrsg.): Tacitus, Annalen XI–XVI. Lateinisch/Deutsch. Reclam, Stuttgart 1967.
- Erich Heller (Hrsg.): Annalen. Lateinisch-Deutsch. Mit einer Einführung von Manfred Fuhrmann (Sammlung Tusculum). 3. Auflage, Düsseldorf/Zürich 1997 (nur mit deutscher Übersetzung in der Bibliothek der Alten Welt).
- John Jackson (Übers.): The Annals (Loeb Classical Library). 3 Bände, Harvard University Press/Heinemann, Cambridge (Mass.)/London 1931–1937 (Nachdruck 1969–1970).
- The Annals: The Reigns of Tiberius, Claudius, and Nero. Oxford World’s Classics. Translated by John C. Yardley, with introduction and notes by Anthony A. Barrett. Oxford/New York 2008.

Wissenschaftliche Kommentare
- Erich Koestermann: Tacitus / Annalen. Vier Bände, Heidelberg 1963–1968 (maßgeblicher Kommentar).